# یانا توم
یانا توم (استونیایی: Yana Toom؛ زادهٔ ۱۵ اکتبر ۱۹۶۶) سیاستمدار زن اهل استونی است. وی از سال ۲۰۱۴ عضو پارلمان اروپا است.